# Mémoire judiciaire
Un mémoire judiciaire (ou factum) est un document manuscrit ou imprimé qu'une personne produit pour attaquer ou se défendre lors d'un procès.
Rédigé par les avocats pour instruire les juges, le mémoire échappe à la censure royale. Dans les années 1770-1780, il sort peu à peu de l'espace judiciaire et se répand dans les cafés et les salons.  
Distribué ou vendu, le mémoire rencontre un réel succès grâce à la qualité littéraire de ses auteurs et permet aux avocats ambitieux comme Bergasse ou Lacretelle de se faire un nom. La demande est telle chez les lecteurs que la police est parfois obligée d'intervenir lors des distributions des mémoires les plus attendus, comme lors de l'affaire du collier de la reine.

« Comme l'a montré Roger Chartier, les lettres de cachet et les mémoires représentent dans la pensée de la fin du XVIIIe siècle, les deux pôles opposés de l'autorité et de la justice : d'un côté une procédure secrète et arbitraire, de l'autre un appel public et ouvert à la raison et au droit. »

Voir par exemple Beaumarchais dans l'affaire Goëzman et dans l'affaire Guillaume Kornmann, l'affaire du collier de la reine, l'affaire Sanois.
En termes de publication, le factum est souvent une brochure au texte dense, parfois signée par l'imprimeur, et rarement datée (sauf éventuellement par le texte). Il fait partie des travaux réalisables rapidement qu'un imprimeur aimait à exécuter pour occuper ses presses entre deux ouvrages plus importants. Les bibliothèques les conservent souvent dans d'épais recueils, nommés Recueils de droit, ou de factums, ou de jurisprudence. Ces recueils sont rarement dépouillés dans les catalogues (mais le Catalogue des factums de la BNF est un contre-exemple notoire).

## Éditions et catalogues
- Augustin Corda [puis A. Trudon des Ormes] éd. , Catalogue des factums et d'autres documents judiciaires antérieurs à 1790 [conservés à la BNF], Paris, Bibliothèque nationale, 1890-1936. 7 volumes, un vol. de supplément et 3 vol. de tables.
- Jacques Droin, Catalogue des factums judiciaires genevois sous l'Ancien régime, Genève, Droz, 1988.